# Cơ quan Tình báo Quân đội Nga

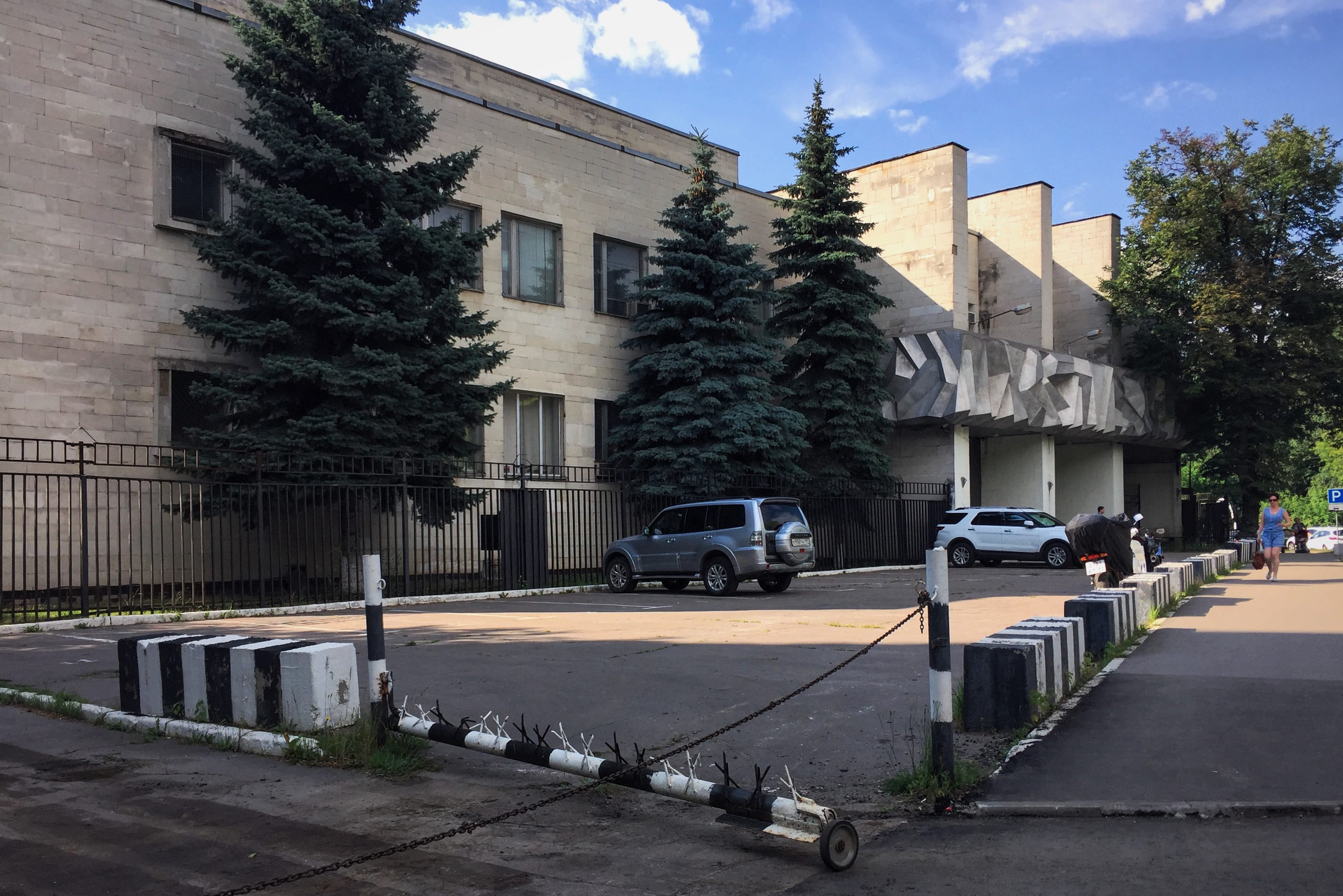
Nơi làm việc của GRU

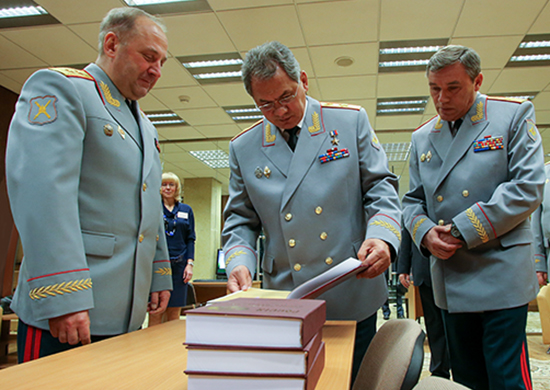
Bộ trưởng Sergey Shoigu trong một buổi làm việc với GRU

Tổng cục chính của Bộ Tổng tham mưu Lực lượng vũ trang Liên bang Nga (GU GSh VS RF) (tiếng Nga: Гла́вное управле́ние Генера́льного шта́ба Вооружённых сил Росси́йской Федера́ции - Glavnoje upravlenije General'nogo shtaba Vooruzhonnykh sil Rossiyskoy Federatsii), thường được biết đến với tên gọi Cơ quan Tình báo Quân đội Nga (viết tắt là GRU, tiếng Nga: Гла́вное разве́дывательное управле́ние) là cơ quan ngoại giao kiêm cơ quan tình báo quân sự của Bộ Tổng tham mưu Lực lượng Vũ trang Liên bang Nga. Cơ quan này kiểm soát cơ quan tình báo quân sự và duy trì các đơn vị lực lượng đặc biệt của riêng mình. Tổng cục chính của Bộ Tổng tham mưu Lực lượng vũ trang Nga sở hữu mạng lưới điệp viên rộng khắp ở nước ngoài, có vai trò quan trọng trong đảm bảo an ninh của nước Nga. Theo những tuyên bố chưa được xác minh của Stanislav Lunev một người đào thoát khỏi GRU vào năm 1997 thì cơ quan này đã triển khai số điệp viên ở nước ngoài nhiều gấp sáu lần so với SVR và chỉ huy khoảng 25.000 lính Spetsnaz. Hiện đây là một lực lượng đặc biệt thuộc biên chế Lực lượng đổ bộ đường không của Quân đội Nga và được xem là lực lượng đặc nhiệm yêu thích của Tổng thống Nga.

## Tổ chức
Tiền thân đầu tiên của GRU ở nước Nga Xô viết được thành lập theo lệnh bí mật được ký vào ngày 5 tháng 11 năm 1918 dưới sự lãnh đạo của Jukums Vācietis là tổng tư lệnh đầu tiên của Hồng quân (RKKA) và còn được dẫn dắt bởi Ephraim Sklyansky là phó của Leon Trotsky, lãnh đạo dân sự của Hồng quân (Kể từ năm 2006, Liên bang Nga đã chính thức coi ngày 5 tháng 11 là Ngày nghỉ lễ của cơ quan tình báo quân sự ở Nga). Năm 1991, GRU trực thuộc Bộ Tổng tham mưu Các Lực lượng vũ trang Liên bang Nga. Năm 2010, trong quá trình cải tổ Bộ Quốc phòng, GRU Spetsnaz đã được chuyển giao cho lực lượng lính dù và chỉ huy quân đội của Nga. Ngày nay, GRU Spetsnaz là một phần của Lực lượng tác chiến đặc biệt, có trụ sở bên ngoài Moscow tại Kubinka-2. Từ năm 2014 đến năm 2015, GRU Spetsnaz nằm dưới sự chỉ huy của Alexey Dyumin, một cựu vệ sĩ của Tổng thống Vladimir Putin và là Thống đốc hiện tại của vùng Tula.
Tổng hành dinh của GRU nằm trên Đại lộ Khoroshevski ở Thủ đô Moskva, gồm các tòa nhà khép kín, được bảo vệ bằng hàng rào đặc biệt gia cố bằng bê-tông, xe thiết giáp không thể đâm thủng. Tổ hợp gồm chín tầng trên mặt đất và nhiều tầng ngầm. Tầng 9 đặt hệ thống kỹ thuật nhằm bảo đảm hoạt động cho toàn bộ tổng hành dinh. Tầng thượng có hai sân bay trực thăng phục vụ lãnh đạo cấp cao. Tổ hợp văn phòng hiện đại này do các đơn vị quân đội xây dựng. Tất cả trang thiết bị điện tử, vật liệu xây dựng đều do Nga sản xuất và được kiểm tra vô cùng kỹ lưỡng để đề phòng bị cài đặt thiết bị nghe lén. Cơ sở vật chất tại đây bảo đảm đáp ứng điều kiện tốt nhất cho các sĩ quan tình báo quân sự có thể làm việc, tập luyện, sinh hoạt, nghỉ ngơi, giải trí mà không cần phải ra ngoài. Trụ sở của GRU được ngăn cách thành nhiều khu vực, mỗi khu vực chỉ dành riêng cho những nhân vật có trách nhiệm; một số khu vực được bảo vệ an ninh cực kỳ nghiêm ngặt và hạn chế số người ra vào.

## Điệp vụ
Không giống như các cơ quan an ninh và tình báo khác của Nga—chẳng hạn như Cục Tình báo Hải ngoại (SVR), Tổng cục An ninh Liên bang Nga (FSB) và Cơ quan Bảo vệ Liên bang Nga (FSO) thì những người đứng đầu Cơ quan Tình báo Quân đội Nga báo cáo trực tiếp với tổng thống Nga là người điều hành trực tiếp GRU trực thuộc bộ chỉ huy quân sự Nga đồng thời báo cáo lại cho Bộ trưởng Bộ Quốc phòng và Tổng tham mưu trưởng. Nổi tiếng là cơ quan tình báo nước ngoài lớn nhất của Nga và được phân biệt giữa các đối tác vì sẵn sàng thực hiện "các hoạt động phức tạp, rủi ro cao" hơn. Lực lượng đặc nhiệm Spetsnaz GRU cũng tham gia vào cả hai cuộc chiến tranh Chechnya. Vào giữa những năm 1990, đội quân của GRU Spetsnaz đang ở Tajikistan dưới sự chỉ huy của Vladimir Kvachkov, huấn luyện binh lính địa phương và giải phóng các vùng lãnh thổ bị quân khủng bố chiếm đóng. Năm 2008, GRU Spetsnaz đã tham chiến trong cuộc chiến ngắn chống lại Gruzia. Kể từ năm 2014, GRU Spetsnaz thực hiện các sứ mệnh ở Ukraina.